# Cynthia pallens
Cynthia pallens är en fjärilsart som beskrevs av Noel 1881. Cynthia pallens ingår i släktet Cynthia och familjen praktfjärilar. Inga underarter finns listade i Catalogue of Life.